# Watertown (South Dakota)
Watertown is een plaats (city) in de Amerikaanse staat South Dakota, en valt bestuurlijk gezien onder Codington County.
De plaats werd in 1879 als eindstation van een spoorlijn aangelegd. Er is een plaatselijk vliegveld - Watertown Regional Airport - met dagelijkse vluchten op Denver en Chicago.
Watertown herbergt een van de grootste dierentuinen van South Dakota, de Bramble Park Zoo. Er is eveneens een kunstgalerij, het Redlin Art Center.

## Demografie
Bij de volkstelling in 2000 werd het aantal inwoners vastgesteld op 20.237.
In 2006 is het aantal inwoners door het United States Census Bureau geschat op 20.526, een stijging van 289 (1.4%).

## Geografie
Volgens het United States Census Bureau beslaat de plaats een oppervlakte van
59,8 km², waarvan 39,4 km² land en 20,4 km² water.
Watertown ligt aan de Big Sioux, een zijrivier van de Missouri. Vlakbij liggen de meren Pelican Lake en Lake Kampeska.

## Geboren
- Kristi Noem (1971), gouverneur van South Dakota (2019-2025) en minister van binnenlandse veiligheid in het Kabinet-Trump II (2025-)